# Secamonopsis
Secamonopsis är ett släkte av oleanderväxter. Secamonopsis ingår i familjen oleanderväxter.
Kladogram enligt Catalogue of Life:
| Secamonopsis | \| \| Secamonopsis madagascariensis \| \| \| \| \| \| Secamonopsis microphylla \| \| \| \| |
|              | \| \| Secamonopsis madagascariensis \| \| \| \| \| \| Secamonopsis microphylla \| \| \| \| |
|              | Secamonopsis madagascariensis                                                              |
|              |                                                                                            |
|              | Secamonopsis microphylla                                                                   |
|              |                                                                                            |